# Deux en un (film, 2007)
Pour les articles homonymes, voir Deux en un.
Pour plus de détails, voir Fiche technique et Distribution.
Deux en un (en ukrainien : Два в Одном, Dva v odnom) est un film ukrainien, réalisé en 2007 par Kira Mouratova. Cette fiction de 124 minutes a été primée aux Nika (équivalent russe des Césars ou des Oscars) 2007. Ce film a été produit par le Studio d'Odessa.

## Synopsis
Deux histoires de théâtre se mêlent. Dans la première, un acteur meurt sur scène : règlements de compte, rivalités dévoilées... Que faire ? Continuer la pièce !
La seconde met en scène un Don Juan riche, vieillissant et seul. L'unique femme qui lui reste attachée est sa fille. C'est trop peu pour lui. Pour le nouvel an, elle arrive accompagnée d'une amie. Commence une nuit où se succèdent tentatives de séduction et d'assouvissements de fantasmes.

## Fiche technique
- Titre français : Deux en un
- Titre original : Два в Одном
- Titre international : Dva v odnom
- Réalisation : Kira Mouratova
- Scénario : Renata Litvinova, Evgueni Goloubenko
- Photographie : Vladimir Pankov
- Directeur artistique : Evgueni Goloubenko
- Costumes : Rouslan Khvastov (ru)
- Compositeur : Valentyn Sylvestrov
- Producteur : Oleg Kokhan (ru)
- Production : Studio d'Odessa
- Pays d'origine : Ukraine, Russie
- Format : couleur
- Durée : 124 minutes

## Distribution
- Natalia Bouzko (ru) : Macha
- Renata Litvinova : Alissa
- Nina Rouslanova : technicienne scénographe
- Bohdan Stoupka : père de Macha
- Alexandre Bachirov : décorateur scénographe
- Jean Daniel : acteur
- Sergueï Bekhterev (ru) : agent d'entretien